# Ben 10: Alien Swarm
Ben 10: Alien Swarm (en Hispanoamérica, Ben 10: Invasión Alienígena) es una película de acción real de Cartoon Network basada de la serie Ben 10: Alien Force, la cual se estrenó el 25 de noviembre de 2009 en Estados Unidos. Ésta es la secuela de la película del 2007. Ben 10: Carrera Contra El Tiempo, aunque la primera no es canónica a la serie. La película fue confirmada por el productor ejecutivo y director Alex Winter (nuevamente), y escrita por John Turman. El casting fue revelado durante los anuncios la semana de Ben 10 de mayo de 2009 y en anuncios especiales que pueden ser vistos en la Página oficial Archivado el 2 de octubre de 2009 en Wayback Machine. y en Turner Newsroom. Una parte fue revelada en la premier de Star Wars: The Clone Wars.
La historia forma parte de la serie, como complemento a los capítulos de los chips, además de su reparto y la dirección del mismo productor y director de la primera parte.
La serie Ben 10: Supremacía Alienígena, es la continuación de esta película.

## Historia
Kevin viaja a una fábrica abandonada para comprar tecnología alienígena de contrabando, mediante un amigo, de repente aparecen tres vendedores en motocicleta, pero solo 2 de ellos se bajan. Ben y Gwen aparecen, el mediador pregunta sobre ellos, la chica que se quedó en la moto se lo explica, se baja de la moto y se retira el casco, Ben y Gwen la reconocen inmediatamente como Elena, quien también les explica que es esa la tecnología que iban a venderles y que esta tiene relación con su desaparecido padre Vicktor Validus y que él no decidió retirarse de Los Plomeros. En las alturas de la fábrica un misterioso hombre, hace activar unos misteriosos chips, estos rompen sus frascos y salen volando, atacándolos a todos. Gwen y Kevin luchan contra ellos, pero Ben queda con el Omnitrix bloqueado (Culpa de los chips), en ese momento el equipo divisa al hombre que los controla, Ben quiere transformarse en Mono Araña pero logra transformarse en Frío, Elena dice que no conoce al hombre. Frío congela a los chips, pero rompen el hielo, luego intenta fallidamente congelar al misterioso hombre. Al volver con el equipo, Elena no estaba, Ben se lleva uno de los chips para investigarlo. Al llegar al laboratorio de Max, descubren que el chip está vivo, Max llega de imprevisto y dice reconocer el Chip, En ese momento se activa la alarma de intruso. Gwen logra localizarlo, se trataba de Elena quien había entrado con una llave de Plomero, Max no quiso escuchar sus razones ni explicaciones, diciéndole a Kevin que la sacara del lugar, Luego investigan el expediente del padre de esta, Vicktor Validus. Ben decide buscar a Elena y ayudarla a su manera, arriesgando la confianza de su abuelo y rompiendo las reglas de los Plomeros.
Ben en la moto de Max, logra encontrar a Elena ofreciéndole su ayuda. Esta decide llevarlo al lugar donde encontró los chips por primera vez, mientras Kevin intentaba entrar a los archivos secretos de Validus. Ben y Elena encuentran planos de los chips y muchas boletas de envíos, deduciendo que su padre había enviado los chips, en eso entra un grupo de personas que les brillan los ojos, se dan cuenta de que dentro de estas están los chips poseyéndolos. Ben y Elena escapan, pero afuera se encuentran con más personas iguales. Mientras Kevin logra encontrar el archivo donde se ve que Validus decía por qué robo los chips, diciendo que eran para investigación. Kevin logra detectar la energía de los chips, ubicando que la mayor acumulación de estos están en la oficina en Bellwood de Envialo. 
Mientras Ben y Elena logran escapar, y planean llegar a la oficina de Envialo para comprobar los envíos de Validus. Kevin y Gwen, logran infiltrarse en la oficina y casi logran llevarse los expedientes de envíos, pero son descubiertos por un empleado, que también estaba siendo controlado, que lo envían a volar por la ventana. Los héroes al escapar son atacados por los chips, que toman formas más sólidas (bolas metálicas gigantes), Ben y Elena escuchan el auto y se desvían para buscarlo, mientras los Chips (aún en forma de bola) logran averiar el auto de Kevin. De la nada Aparecen Ben y Elena, Ben se transforma en Humungousaurio para salvar a Gwen y Kevin. Mientras Humungousaurio pelea con los chips, los demás se esconden, y al ver que no podía hacer mucho Humungousaurio hace chocar al auto de Kevin contra los chips, destruyéndolos por fin. Regresando al laboratorio de Max, este encierra los chips para examinarlos, pero uno escapa, Kevin deduce que si los chips se reproducen tan rápido debía de haber una reina. Max da las órdenes de encontrar a la reina y de despegar los chips de su huésped humano. El Equipo ya cansado busca a Max, pero este ya está siendo controlado y en una nube de vapor desaparece, dejándole más trabajo al equipo.
Los chicos logran encontrar un nuevo foco de infección en la oficina central de Envialo en Misuri, por lo que creen hay esta la reina, al no poder llegar, Kevin revela el regalo de cumpleaños a Ben, se trata de un auto, que Ben decide conducir. Al llegar se percatan de la cantidad de personas infectadas y se infiltran dentro de la oficina. En su interior ven al hombre de la fábrica abandonada con tubos en su cuerpo produciendo los chips y deducen que la reina está dentro de él. Elena revela que sí sabía esto, pero que mintió, ya que era la única forma de que los plomeros la ayudaran. Gwen y Kevin piensan que la única forma de matar a la reina es matar a Validus, pero Ben decide transformarse en uno de los chips , entrar y matar a la reina, se transforma en un nuevo alien que llama Nanomech. Al entrar al cuerpo de Validus, la Reina Chip intenta controlarlo, pero Ben se resiste y empieza a pelear con la reina, al casi vencerla Ben dice que Las Máquinas se adaptan, los Humanos no se rinden y destruye a la reina liberando a Validus del control y desactivando al resto de los Chips.
Max se disculpa con Vicktor por su comportamiento y nombra a Ben como nuevo líder, pero este no acepta la renuncia de su abuelo, Integra al grupo a Elena y se queda con su auto, aunque Kevin se lo quiso quitar por haber destruido el suyo para luego todos irse hacia una nueva aventura.

## Casting
| Actor                | Role                             | Doblaje          |
| -------------------- | -------------------------------- | ---------------- |
| Ryan Kelley          | Ben Tennyson                     | Carlos Hernández |
| Galadriel Stineman   | Gwen Tennyson                    | Gaby Ugarte      |
| Nathan Keyes         | Kevin Levin                      | Benjamín Rivera  |
| Alyssa Diaz          | Elena Valadis                    | Mayra Arellano   |
| Barry Corbin         | Max Tennyson                     | José Luis Orozco |
| Herbert Siguenza     | Victor Valadis                   | Emilio Guerrero  |
| Dee Bradley Baker    | Frío/Gélido                      | Estaban Desco    |
| Dee Bradley Baker    | Humungosaurio/Gigantosaurio      | N/A              |
| Alex Winter          | Nanomech                         | Carlos Luyando   |
| Shawn Knowles        | Zombi callejero                  | Rafael Pacheco   |
| Justin Welborn       | Psíquico #2                      | ?                |
| Wilbur Fitzgerald    | Sujeto de finanzas               | ?                |
| Lynn McArthur        | Zombi mesera                     | ?                |
| Grace Blaine         | Alien                            | ?                |
| Steve Warren         | Zombi trabajador de fábrica      | ?                |
| Tim Brazeal          | Gran Ed                          | ?                |
| Aaron Munoz          | Psíquico Desamparado #1          | ?                |
| Michael Leath        | Estudiante zombi                 | ?                |
| Travis Grant         | Estudiante zombi                 | ?                |
| Barry Hopkins        | Zombi trabajador de fábrica      | ?                |
| Tammy Luthi Retzlaff | Mamá zombi                       | ?                |
| Eric Mendenhall      | Fritz                            | Antonio Gálvez   |
| Jevocas Green        | Zombi de línea de ensamblado     | ?                |
| Eric Packham         | Zombi trabajador de construcción | ?                |

## Estreno en España
En Cartoon Network ya hubo varios anuncios, la película se estrenó el 27 de noviembre de 2009.

## Estreno en Latinoamérica
La película ya ha sido estrenada por parte de Cartoon Network en Latinoamérica, promocionándola con los comerciales de los personajes convirtiéndose en seres humanos, como era parte de los comerciales de esta película en Estados Unidos. Todo esto, el 27 de noviembre de 2009.